# Рамбуйе (округ)
Рамбуйе (фр. Rambouillet) — округ (фр. Arrondissement) во Франции, один из округов в регионе Иль-де-Франс (регион). Департамент округа — Ивелин. Супрефектура — Рамбуйе.
Население округа на 2006 год составляло 221 791 человек. Плотность населения составляет 233 чел./км². Площадь округа составляет всего 953 км².